# Elizabeth Connell
Frances Elizabeth Connell (Port Elisabeth, Sud-àfrica, 22 d'octubre de 1946 - Londres, Regne Unit, 18 de febrer de 2012) fou una mezzosoprano operística sud-africana i més tard soprano, amb una carrera que es va desenvolupar principalment al Regne Unit i a Austràlia.

## Biografia
Elizabeth Connell va néixer en 1946, un dels cinc fills de pare catòlic anglès de Yorkshire i mare protestant irlandesa de l'Ulster. Va estudiar música a la Universitat del Witwatersrand, i després de graduar-se va donar classes de geografia a un institut.
Connell va guanyar una beca d'òpera per anar al London Opera Center i va marxar al Regne Unit en 1970. Allà va tenir com a professor, entre d'altres, a Otakar Kraus. En 1972 va guanyar el premi Maggie Teyte per a músics joves i va fer el seu debut professional al Wexford Festival Opera d'Irlanda, donat que no podia actuar en teatres d'òpera britànics, sent una blanca sud-africana, durant l'era de l'apartheid. Va assolir la ciutadania irlandesa gràcies al seu avi.
En 1973, invitada pel director d'òpera Edward Downes, va cantar a l'obertura del Teatre d'Òpera de Sydney l'òpera Guerra i pau de Serguei Prokófiev, fent el paper de Princesa Marya Bolkónskaia. Va continuar tenint una relació especial amb la companyia Òpera d'Austràlia pel que fa a la resta de la seva carrera. La seva carrera al Regne Unit va assolir el punt més alt després del seu èxit en 1975 en la primera nit del The Proms amb la Simfonia núm. 8 de Gustav Mahler. Després d'això es va establir una relació regular de cinc anys entre ella i l'Òpera Nacional Anglesa.
En 1983, Connell va passar a un dedicació plena a la tessitura de soprano, cancel·lant tot els seus compromisos com a mezzosoprano. Va evitar parlar o cantar durant un cert temps, duent a terme després una transició gradual als papers de soprano. Les seves primeres actuacions com a soprano van incloure Corine d'Anacréon de Luigi Cherubini, Fiordiligi de Così fan tutte de Mozart i Julia de La Vestale de Gaspare Spontini. Va fer el seu debut al Metropolitana Opera de Nova York en 1985, fent Vitellia de La clemenza di Tito de Mozart, i el debut a l'Opéra de Paris en 1987 fent Senta de Der fliegende Holländer de Wagner. En 2004 va cantar Leonore en una producció de Fidelio de l'Òpera de Ciutat del Cap escenificada a Robben Island, 10 anys després de l'alliberament de Nelson Mandela de la presó d'aquell lloc.
A Espanya va cantar  al Teatro Real de Madrid en 2000 amb Tristan und Isolde de Wagner durant una visita de la companyia de la Staatsoper de Berlín, sota la direcció de Daniel Barenboim. Va actuar també al Teatro Campoamor d'Oviedo fent Elektra de Richard Strauss, en 2004, i en la temporada d'òpera de Girona, en 2009.
El 27 de novembre de 2011 Connell va fer la seva última actuació en un recital, en Hastings (Anglaterra). Havia pensat en retirar-se a Austràlia, però el seu estat de salut ho va impedir. Va morir de càncer a Londres el 18 de febrer de 2012.
Havia estat casada amb el baríton Robert Eddie, però el matrimoni va acabar per separar-se.

## Enregistraments
Els seus enregistraments inclouen Gullaume Tell de Rossini (Decca, Riccardo Chailly), la Vuitena Simfonia de Mahler (EMI, Klaus Tennstedt), la Segona Simfonia de Mendelssohn (DG, Claudio Abbado), Die Gezeichneten de Franz Schreker (Decca, Lothar Zagrosek), Poliuto de Gaetano Donizetti (NuovaEra, Jan Latham-Koenig, en directe a l'Òpera de Roma), I due Foscari de Giuseppe Verdi (Philips, Lamberto Gardelli), els Gurre-Lieder de Schoenberg (Denon, Eliahu Inbal), Tristan und Isolde de Wagner (Squires Produccions, Eve Queler, en directe al Carnegie Hall de Nova York, 1997) i Lieder de Schubert amb Graham Johnson, com a part dels enregistraments del segell Hyperion de l'obra completa de Schubert.
En 2008 es van editar dos CD important en la seva discografia: el seu primer recital operístic, cantant escenes de Wagner i Strauss per a ABC Classics, dirigit per Muhai Tang, i Owen Wingrave de Benjamin Britten, dirigit per Richard Hickox. Elizabeth Connell va enregistrar també peces de The Song of Songs de Sir Granville Bantock, sota la batuta de Vernon Handley, per al segell Hyperion.
Algunes actuacions seves s'han editar en format DVD, com ara Lohengrin de Wagner (1982 Festival de Bayreuth, dirigit per Götz Friedrich, EuroArts), Nabucco de Verdi (1996, Òpera d'Austràlia/'Òpera de Sydney, ABC - Opus Arte/Kultur), Hänsel und Gretel d'Engelbert Humperdinck (1998, Royal Opera House, Opus Arte, DVD/Blu-ray).